# Cinnamomum longipetiolatum
Cinnamomum longipetiolatum är en lagerväxtart som beskrevs av Hsi Wen Li. Cinnamomum longipetiolatum ingår i släktet Cinnamomum och familjen lagerväxter. Inga underarter finns listade i Catalogue of Life.